# Morti nel 1965/Marzo
| Questa pagina contiene informazioni ricavate automaticamente dalle voci biografiche con l'ausilio del template Bio e di un bot. L'aggiornamento è periodico e automatico e ricostruisce completamente la pagina. Se manca una persona in questa lista, sei pregato di non aggiungerla, ma accertati piuttosto che la sua voce biografica contenga il template Bio e che i dati anagrafici siano correttamente compilati. Se il template Bio manca, inseriscilo tu stesso o, in alternativa, metti l'avviso {{tmp\|Bio}} che ne segnala la mancanza. Se i dati riportati sono sbagliati, correggi direttamente la voce biografica; le modifiche saranno visibili in questa lista entro pochi giorni. Per chiarimenti vedi il progetto biografie. La lista contiene solo le 99 persone che sono citate nell'enciclopedia e per le quali è stato implementato correttamente il template Bio. Pagina aggiornata al 3 mar 2024. |

- 1º marzo - Boyd Atkins, sassofonista e violinista statunitense (n. 1900)
- 1º marzo - Carlo Costamagna, giurista, politologo e politico italiano (n. 1880)
- 1º marzo - Franco Magnani, generale italiano (n. 1909)
- 1º marzo - Fausto Nicolini, storico, scrittore e critico letterario italiano (n. 1879)
- 1º marzo - Albert White, pistard britannico (n. 1890)
- 2 marzo - Masakazu Kawabe, generale giapponese (n. 1886)
- 2 marzo - Helen Lynch, attrice statunitense (n. 1900)
- 2 marzo - Georges Robert, ammiraglio francese (n. 1875)
- 3 marzo - Renato Biasutti, geografo e etnologo italiano (n. 1878)
- 3 marzo - Carlo Gatti, musicologo e critico musicale italiano (n. 1876)
- 3 marzo - Guglielmo Ghislandi, politico italiano (n. 1877)
- 4 marzo - Hachirō Arita, politico e diplomatico giapponese (n. 1884)
- 4 marzo - Asadata Dafora, compositore, produttore teatrale e attivista sierraleonese (n. 1890)
- 4 marzo - Giulio Foresti, pilota automobilistico italiano (n. 1888)
- 5 marzo - Salvador Castaneda Castro, generale e politico salvadoregno (n. 1888)
- 5 marzo - Jaque Catelain, attore francese (n. 1897)
- 5 marzo - Chen Cheng, politico e generale cinese (n. 1897)
- 5 marzo - Johann von Leers, militare, politico e esoterista tedesco (n. 1902)
- 6 marzo - Margaret Dumont, attrice statunitense (n. 1882)
- 6 marzo - Jules Goux, pilota automobilistico francese (n. 1885)
- 6 marzo - Sonja Graf, scacchista tedesca (n. 1908)
- 6 marzo - Herbert Stanley Morrison, politico britannico (n. 1888)
- 6 marzo - Luigi Martino Spolverini, pediatra e politico italiano (n. 1873)
- 7 marzo - Luisa Mountbatten, regina britannica (n. 1889)
- 8 marzo - Francesco Carnelutti, avvocato e giurista italiano (n. 1879)
- 8 marzo - Urho Castrén, politico finlandese (n. 1886)
- 8 marzo - Tadd Dameron, pianista, compositore e arrangiatore statunitense (n. 1917)
- 8 marzo - Esther Howard, attrice statunitense (n. 1892)
- 10 marzo - Alfredo Bottai, sindacalista, politico e giornalista italiano (n. 1874)
- 10 marzo - Jean Boyer, regista e compositore francese (n. 1901)
- 10 marzo - Jack Cosgrove, effettista statunitense (n. 1902)
- 10 marzo - Beatrice Harrison, violoncellista britannica (n. 1892)
- 10 marzo - Odon Lottin, teologo e storico belga (n. 1880)
- 10 marzo - Antonio Ricci Signorini, compositore e direttore d'orchestra italiano (n. 1867)
- 11 marzo - Gustavo Ghidini, avvocato e politico italiano (n. 1875)
- 11 marzo - Clemente Micara, cardinale, arcivescovo cattolico e diplomatico italiano (n. 1879)
- 12 marzo - George Călinescu, critico letterario, storico e scrittore romeno (n. 1899)
- 12 marzo - Olavi Lahtinen, cestista e calciatore finlandese (n. 1929)
- 13 marzo - Luciano Di Castri, prefetto e politico italiano (n. 1882)
- 13 marzo - Giuseppe Domenichelli, ginnasta italiano (n. 1877)
- 13 marzo - Corrado Gini, statistico, economista e sociologo italiano (n. 1884)
- 13 marzo - Vittorio Jano, progettista italiano (n. 1891)
- 13 marzo - Fan Stilian Noli, politico, poeta e vescovo ortodosso albanese (n. 1882)
- 13 marzo - Domenico Romano, politico italiano (n. 1877)
- 14 marzo - Giuseppe Asti, calciatore italiano (n. 1891)
- 14 marzo - Frederick Browning, generale e bobbista britannico (n. 1896)
- 14 marzo - Ernest Gravier, calciatore francese (n. 1892)
- 14 marzo - Marion Jones Farquhar, tennista statunitense (n. 1879)
- 15 marzo - Teodor Koskenniemi, mezzofondista finlandese (n. 1887)
- 16 marzo - Giovanni Arenella, politico, partigiano e sindacalista italiano (n. 1920)
- 16 marzo - Jacob Bang, designer danese (n. 1899)
- 16 marzo - Antonio Bisigato, calciatore, allenatore di calcio e dirigente sportivo italiano (n. 1911)
- 17 marzo - Vincenzo Cozzani, marinaio e partigiano italiano (n. 1921)
- 17 marzo - Nancy Cunard, scrittrice, poetessa e anarchica britannica (n. 1896)
- 17 marzo - Amos Alonzo Stagg, giocatore di football americano, cestista e allenatore di football americano statunitense (n. 1862)
- 18 marzo - Fārūq I d'Egitto, sovrano (n. 1920)
- 19 marzo - Marcello Caracciolo, costumista italiano (n. 1896)
- 19 marzo - Pierre Chayriguès, allenatore di calcio e calciatore francese (n. 1892)
- 19 marzo - Alfredo De Polzer, politico e statistico italiano (n. 1904)
- 19 marzo - Gheorghe Gheorghiu-Dej, politico rumeno (n. 1901)
- 20 marzo - Edward Archibald, astista canadese (n. 1884)
- 20 marzo - Omero Cambi, giornalista e poeta italiano (n. 1902)
- 20 marzo - Daniel Frank, lunghista statunitense (n. 1882)
- 20 marzo - Emilio Petacci, attore italiano (n. 1886)
- 20 marzo - Holcombe Rucker, dirigente sportivo statunitense (n. 1926)
- 20 marzo - Louis Bonniot de Fleurac, mezzofondista e siepista francese (n. 1876)
- 21 marzo - Lajos Buza, calciatore ungherese (n. 1901)
- 21 marzo - Frederick Colberg, pugile statunitense (n. 1900)
- 21 marzo - Gino Colorio, ingegnere italiano (n. 1890)
- 22 marzo - Mario Bonnard, regista e attore italiano (n. 1889)
- 22 marzo - Harry Tierney, compositore statunitense (n. 1890)
- 23 marzo - Mae Murray, attrice, ballerina e sceneggiatrice statunitense (n. 1885)
- 25 marzo - Óscar Cristi, cavaliere cileno (n. 1916)
- 25 marzo - Giorgio Federico Ghedini, compositore italiano (n. 1892)
- 25 marzo - Viola Liuzzo, attivista statunitense (n. 1925)
- 25 marzo - Ladislao Vajda, regista, sceneggiatore e montatore ungherese (n. 1906)
- 26 marzo - Adriano Gajoni, pittore italiano (n. 1913)
- 27 marzo - Francis Cuggy, calciatore e allenatore di calcio inglese (n. 1889)
- 27 marzo - Dirk Lotsij, calciatore olandese (n. 1882)
- 27 marzo - Aidan McQueen, calciatore inglese (n. 1882)
- 27 marzo - Johannes Osten, schermidore olandese (n. 1879)
- 28 marzo - Mary, principessa reale, nobile inglese (n. 1897)
- 28 marzo - Clemence Dane, romanziera e drammaturga inglese (n. 1888)
- 28 marzo - Vito Dumas, navigatore argentino (n. 1900)
- 28 marzo - Jack Hoxie, attore statunitense (n. 1885)
- 28 marzo - Ottavio Ricaldoni, militare italiano (n. 1877)
- 28 marzo - Armand Curly Wright, drammaturgo, sceneggiatore e attore italiano (n. 1886)
- 29 marzo - Zlatko Baloković, violinista croato (n. 1895)
- 29 marzo - Eric Brook, calciatore inglese (n. 1907)
- 29 marzo - Anna Maria Ciccone, matematica e fisica italiana (n. 1891)
- 29 marzo - Heinrich Schomburgk, tennista tedesco (n. 1885)
- 29 marzo - Wilhelm Worringer, storico dell'arte tedesco (n. 1881)
- 30 marzo - Teodoro Bubbio, avvocato e politico italiano (n. 1888)
- 30 marzo - Maurilio Fossati, cardinale e arcivescovo cattolico italiano (n. 1876)
- 30 marzo - Jack Hatfield, nuotatore e pallanuotista britannico (n. 1893)
- 30 marzo - Philip Showalter Hench, medico statunitense (n. 1896)
- 30 marzo - Richard Schweizer, sceneggiatore svizzero (n. 1899)
- 31 marzo - William Frank, maratoneta e mezzofondista statunitense (n. 1878)
- 31 marzo - Mario Mafai, pittore italiano (n. 1902)